# アカマタ
アカマタ（Lycodon semicarinatus）は、有鱗目ナミヘビ科オオカミヘビ属に分類されるヘビ。

## 分布
日本（奄美群島、沖縄諸島）固有種

## 形態
全長80-170センチメートル。頭胴部の一部液浸標本の発見例から、最大全長200センチメートル以上に達すると考えられている。本種が大型化した要因として、本種の生息地にナメラ属が分布しなかったことにより本種がその生態的地位（ニッチ）を占めたとする説もある。背面の体色は黄褐色で、黒褐色と赤褐色の横縞が入る。

## 分類
以前はマダラヘビ属Dinodonに分類されていた。

## 生態
平地から山地に生息する。夜行性。性質はかなり荒い。毒は無い。
食性は動物食で、哺乳類、鳥類、爬虫類、カエル、魚類などを食べる。小型のハブや、孵化直後のウミガメを襲った例もある。つかむと肛門付近から非常に臭い液をかけられる。この毒自体に特段害があるわけではないが、生臭い、独特な悪臭で服や手に付くとなかなか臭いがとれない。

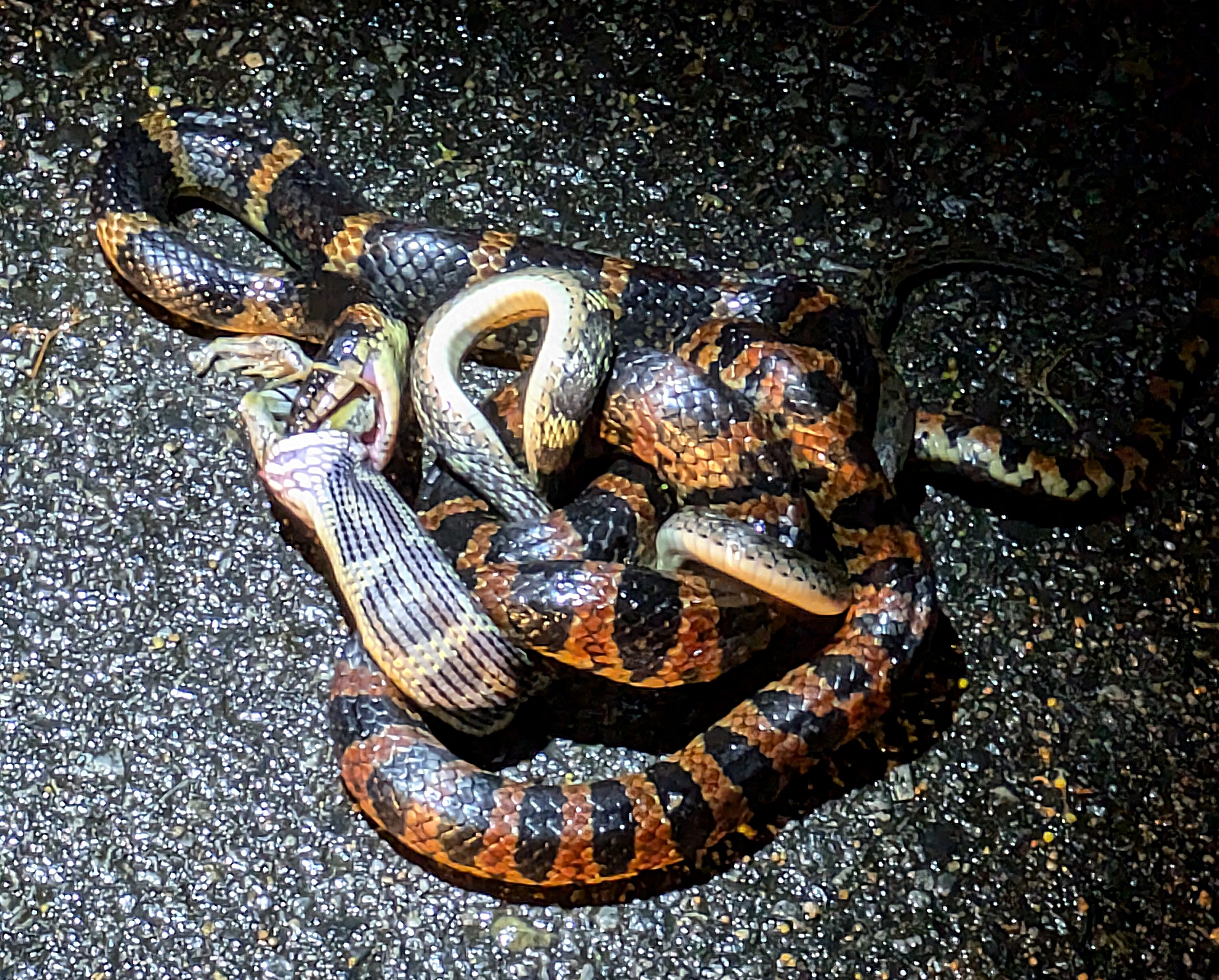
アカマタがガラスヒバァからアオガエルを強奪（奄美大島）
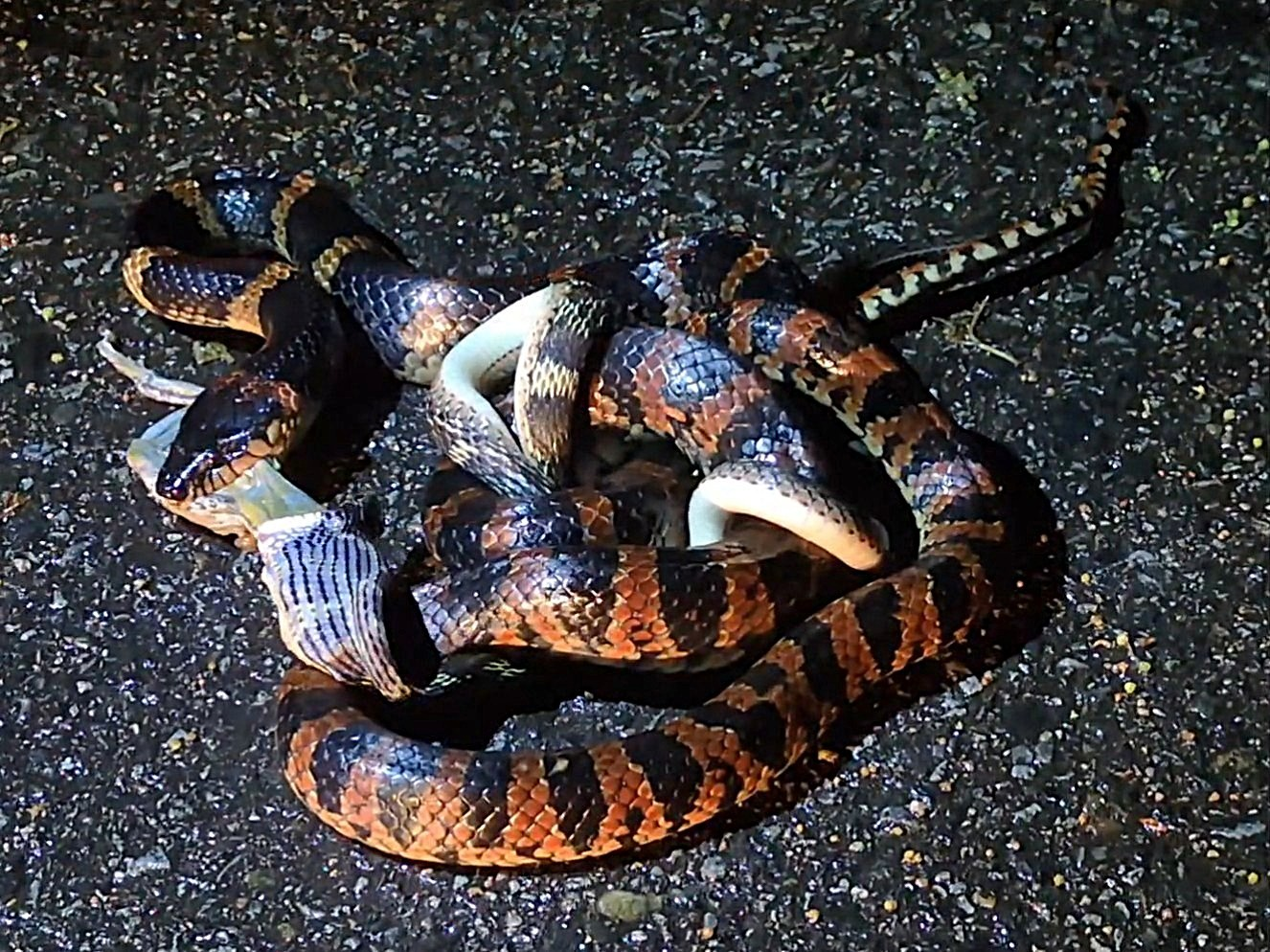
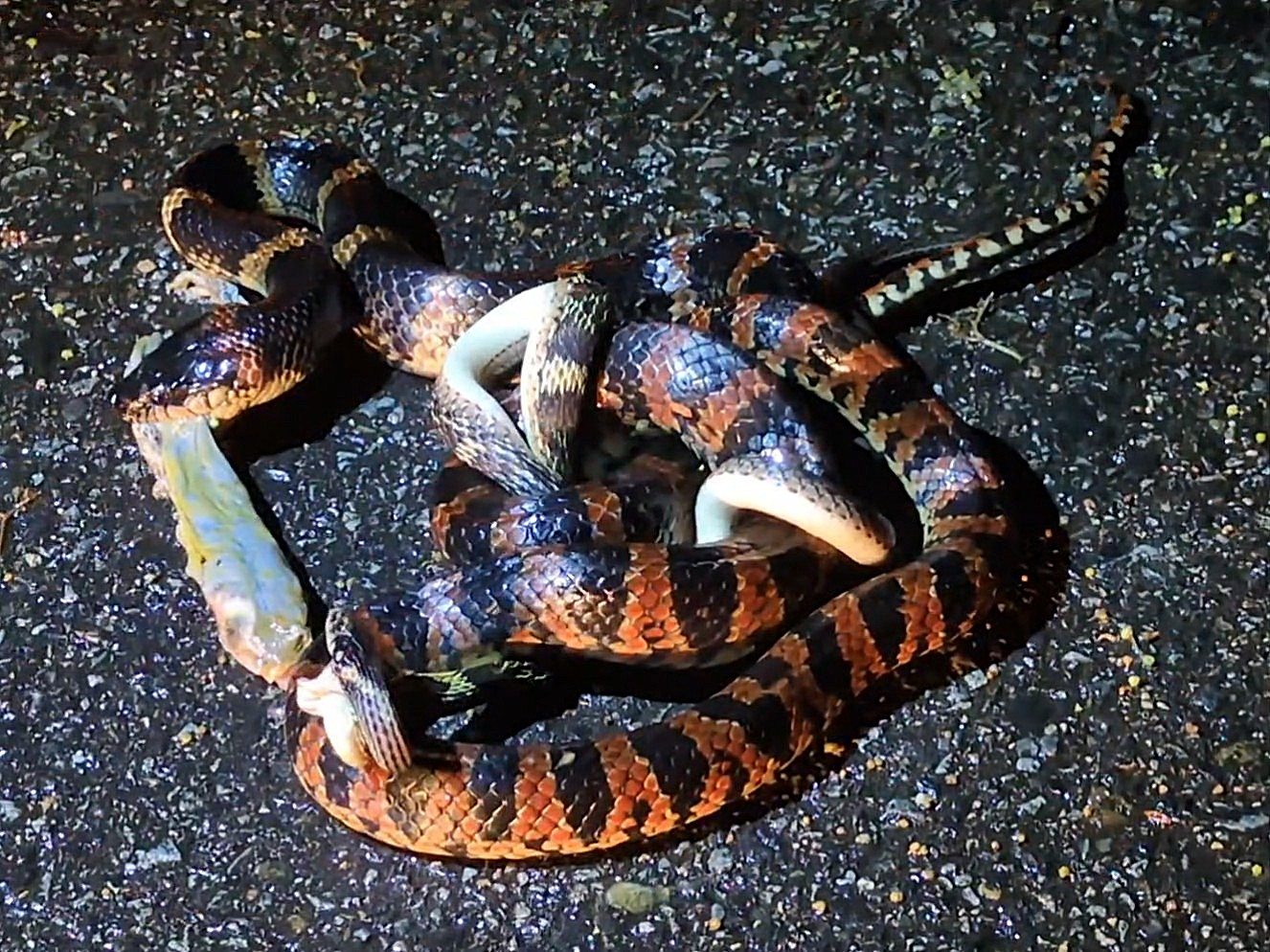

## 人間との関係
方言名として「マッタブ」がある。沖縄の各地に、アカマタが美男子に化けて女性をだますという伝説がある。
近年では、ペットとして飼育している人もいる。